# Botungen
Botungen är en sjö i Säffle kommun i Värmland och ingår i Göta älvs huvudavrinningsområde. Sjön är 9,5 meter djup, har en yta på 0,81 kvadratkilometer och är belägen 99 meter över havet. Vid provfiske har bland annat abborre, björkna, braxen och gers fångats i sjön.

## Delavrinningsområde
Botungen ingår i det delavrinningsområde (658479-132471) som SMHI kallar för Utloppet av Botungen. Medelhöjden är 145 meter över havet och ytan är 19,49 kvadratkilometer. Det finns inga avrinningsområden uppströms utan avrinningsområdet är högsta punkten. Vattendraget som avvattnar avrinningsområdet har biflödesordning 4, vilket innebär att vattnet flödar genom totalt 4 vattendrag innan det når havet efter 232 kilometer. Avrinningsområdet består mestadels av skog (82 procent). Avrinningsområdet har 1,2 kvadratkilometer vattenytor vilket ger det en sjöprocent på 6,2 procent.

## Fisk
Vid provfiske har följande fisk fångats i sjön:
- Abborre
- Björkna
- Braxen
- Gärs
- Gädda
- Löja
- Mört